# Rijk de Gooyer
Rijk de Gooyer (Utreque, 17 de dezembro de 1925 - Amsterdã, 2 de novembro de 2011) foi um ator, escritor, comediante e cantor holandês vencedor do Bezerro de Ouro. Da década de 1950 até o início da década de 1970, tornou-se bastante conhecido na Holanda como parte da dupla cômica com John Kraaijkamp. Nos Estados Unidos ficou conhecido por ter pequenos papéis em filmes como The Wilby Conspiracy (1975), Soldado de Laranja (1977), Nosferatu - O Vampiro da Noite (1979) e A Time to Die (1982).

## Filmografia parcial
- Het Wonderlijke leven van Willem Parel (1955) – Pianista
- Kleren Maken de Man (1957) – Peter
- Brainwashed (1960) – Secretário de Berger (sem créditos)
- Rififi in Amsterdam (1962) – De Bijenkorf
- De blanke slavin (1969) – Charles Dubois
- The Burglar (1972) – Willem 'Glimmie' Burg
- Geen paniek (1973) – Rijk
- Naked Over the Fence (1973) – Rick Lemming
- The Wilby Conspiracy (1975) – Van Heerden
- Zwaarmoedige verhalen voor bij de centrale verwarming (1975) – Carteiro (segmento "Een Winkelier Keert Niet Weerom")
- Rufus (1975) – Rufus
- Soldaat van Oranje (1977) – Gestapo-man Breitner
- De Mantel der Liefde (1978) – Cor
- Nosferatu: Phantom der Nacht (1979) – Town official
- Grijpstra & De Gier (1979) – Henk Grijpstra
- The Lucky Star (1980) – 1st Gestapo Officer
- Het verboden bacchanaal (1981) – Kerrie-Kees van Heesteren
- Een vlucht regenwulpen (1981) – Bovenmeester
- Rigor mortis (1981) – Walter de Beer
- Twee vorstinnen en een vorst (1981) – Laernoes
- Hoge hakken, echte liefde (1981) – Semijns Roggeveen / Arie Snoek
- Het 30 April-gevoel (1981) – Ele mesmo
- Sabine (1982) – Nick
- A Time to Die (1982) – Oficial SS
- De zwarte ruiter (1983) – Rinus IJzerman
- Vroeger kon je lachen (1983) – Koos
- An Bloem (1983) – Dik
- Army Brats (1984) – Pete Stewart
- Ciske de Rat (1984) – Rechercheur Muyskens
- De prooi (1985) – Bob Jaspers
- Teufels Großmutter (1986, TV) – Hans Binnenbruck
- In de schaduw van de overwinning (1986) – Vos
- Mama is boos! (1986) – Pete Stewart
- Op hoop van zegen (1986) – Clemens Bos
- De ratelrat (1987) – Adjudant Grijpstra
- Leedvermaak (1989) – Zwart
- Evenings (1989) – Vader
- Last Call (1995) – Willem 'Uli' Bouwmeester
- Filmpje! (1995) – Don Gorgonzola
- The Dress (1996) – Martin
- Scratches in the Table (1998) – Opa
- De bal (1999) – Burgemeester Karlow
- Qui vive (2001) – Zwart
- Les derniers jours du monde (2009) – Zwart